# August Kofler
Pour les articles homonymes, voir Kofler.
August "Gustl" Kofler, né le 17 septembre 1958, est un ancien footballeur autrichien et entraîneur de SV Austria Salzbourg de juin 2006 à février 2008.

## Clubs

### footballeur
- FC Bad Gastein
- SAK 1914
- ASK Salzburg
- SV Austria Salzbourg
- SV Gmunden

### entraîneur
- 1984 FC Badgastein
- 1990 Olympia Hallein
- 1991 - 1996 ATSV Trimmelkam - champion d'1. Landesliga Salzbourg
- 1997 FC Puch
- 1998 USK Hof
- 1999/2000 SK Altheim
- 2001-2002 ESV Freilassing (D)
- 2004-2006 ESV Freilassing (D) - promotion en Bezirksliga
- juin 2006-février 2008 SV Austria Salzbourg - champion d'2. Klasse Nord A

## Palmarès
- 1. Landesliga Salzbourg: champion avec ATSV Trimmelkam
- 2. Klasse Nord A: champion avec l'Austria (2007)
- promotion en Bezirksliga avec ESV Freilassing
- promotion en 1. Landesliga avec ATSV Trimmelkam